# Chung kết giải vô địch bóng đá thế giới các câu lạc bộ 2008
Chung kết FIFA Club World Cup 2008 là trận đấu cuối cùng của Giải vô địch bóng đá thế giới các câu lạc bộ 2008, một giải bóng đá quy tụ các nhà vô địch cấp câu lạc bộ từ 6 Liên đoàn của FIFA. Trận đấu diễn ra tại Sân vận động Quốc tế Yokohama ở Nhật Bản vào ngày 21 tháng 12 năm 2008. Nhà vô địch cấp câu lạc bộ CONMEBOL LDU Quito của quốc gia Ecuador sẽ gặp nhà vô địch cấp câu lạc bộ UEFA Manchester Untied của quốc gia Anh trong trận đấu cuối cùng này. Mặc dù, chỉ còn chơi 10 người ở đầu hiệp 2 thế nhưng Manchester Untied vẫn đánh bại LDU Quito với tỷ số 1-0, nhờ vào bàn thắng ở phút thứ 73 của Wayne Rooney.

## Đường đến Yokohama
Cả hai đội bóng Manchester United và LDU Quito đã có đủ điều kiện tham dự vòng chung kết ngày vòng bán kết, sau khi giành chức vô địch lần lượt là UEFA Champions League 2007–08 and the Copa Libertadores 2008.
Trận khai màn của LDU Quito sẽ gặp đại diện đến từ México đó là đội bóng Pachuca, đội bóng mà đã giành chiến thắng ở vòng tứ kết trước Al Ahly đến từ Ai Cập với tỷ số 4–2 sau thời gian hiệp phụ. Trận bán kết của họ sẽ bắt đầu vào ngày 17 tháng 12 năm 2008 diễn ra trên Sân vận động Olympic Quốc gia (Tokyo) ở Tokyo. LDU Quito scored two goals in the first 26 minutes, through Hai cầu thủ Claudio Bieler và Luis Bolaños đã ghi liền hai bàn thắng trong vòng 26 phút đầu trận để giúp LDU Quito có mặt trong trận chung kết Club World Cup.
Đối thủ trong trận bán kết của Manchester United là Gamba Osaka, đội bóng mà đã đánh bại đại diện đến từ Úc đang thi đấu tại giải ngoại hạng A-League và Á quân Asian Champions League đó là đội bóng Adelaide United với tỷ số 1–0, và được thi đấu trận bán kết thứ hai vào ngày 18 tháng 12 năm 2008. Nemanja Vidić và Cristiano Ronaldo cùng mở tỷ số đưa Manchester United dẫn trước hai bàn thắng ngay trong hiệp một. Masato Yamazaki là cầu thủ ghi bàn tiếp theo ở phút 74 mở ra cơ hội lội ngược dòng cho Gamba, nhưng chỉ chưa đầy 5 phút ở cuối hiệp hai, tiền đạo Wayne Rooney lập cú đúp và tiền vệ Darren Fletcher ghi một bàn để giúp cho chiến thắng của Manchester United thêm phần vững chắc. Yasuhito Endō mở tỷ số ở phút 85 sau cú sút luân lưu 11m và Hideo Hashimoto ghi một bàn ở phút bù giờ thứ ba của hiệp hai nhưng chừng đó cũng không đủ giúp Gamba tiến vào trận chung kết. kết quả cuối cùng là tỷ số 5–3 tất nhiên Manchester United sẽ đá trận chung kết.

## Trận đấu

### Diễn biến
| LDU Quito | 0–1      | Manchester United |
| --------- | -------- | ----------------- |
|           | Chi tiết | Rooney 73'        |

| LDU Quito | Manchester United |

|                  |    |                         |     |     |
|                  |    |                         |     |     |
| GK               | 1  | José Francisco Cevallos | 44' |     |
| RB               | 23 | Jairo Campos            | 36' |     |
| CB               | 3  | Renán Calle             | 66' | 77' |
| CB               | 2  | Norberto Araujo         |     |     |
| LB               | 14 | Diego Calderón          |     |     |
| RM               | 13 | Néicer Reasco           |     | 82' |
| CM               | 15 | William Araujo          | 71' |     |
| CM               | 8  | Patricio Urrutia (c)    |     |     |
| LM               | 7  | Luis Bolaños            |     | 87' |
| SS               | 16 | Claudio Bieler          | 2'  |     |
| CF               | 21 | Damián Manso            |     |     |
| Dự bị:           |    |                         |     |     |
| MF               | 4  | Paúl Ambrosi            |     | 77' |
| MF               | 20 | Pedro Larrea            |     | 82' |
| FW               | 19 | Reinaldo Navia          |     | 87' |
| GK               | 22 | Alexander Dominguez     |     |     |
| GK               | 25 | Daniel Viteri           |     |     |
| MF               | 28 | Israel Chango           |     |     |
| MF               | 24 | Alejandro Espinosa      |     |     |
| MF               | 5  | Alfonso Obregon         |     |     |
| MF               | 17 | Cristian Suarez         |     |     |
| MF               | 10 | Edder Vaca              |     |     |
| FW               | 9  | Agustin Delgado         |     |     |
| MF               | 11 | Danny Vaca              |     |     |
| Huấn luyện viên: |    |                         |     |     |
| Edgardo Bauza    |    |                         |     |     |

|                  |    |                   |     |     |
|                  |    |                   |     |     |
| GK               | 1  | Edwin van der Sar |     |     |
| RB               | 21 | Rafael            |     | 85' |
| CB               | 5  | Rio Ferdinand (c) |     |     |
| CB               | 15 | Nemanja Vidić     | 49' |     |
| LB               | 3  | Patrice Evra      |     |     |
| RM               | 13 | Park Ji-sung      |     |     |
| CM               | 16 | Michael Carrick   |     |     |
| CM               | 8  | Anderson          | 70' | 88' |
| LM               | 7  | Cristiano Ronaldo |     |     |
| CF               | 32 | Carlos Tévez      |     | 51' |
| CF               | 10 | Wayne Rooney      |     |     |
| Dự bị:           |    |                   |     |     |
| DF               | 23 | Jonny Evans       |     | 51' |
| DF               | 2  | Gary Neville      |     | 85' |
| MF               | 24 | Darren Fletcher   |     | 88' |
| GK               | 12 | Ben Foster        |     |     |
| GK               | 29 | Tomasz Kuszczak   |     |     |
| DF               | 22 | John O'Shea       |     |     |
| MF               | 28 | Darron Gibson     |     |     |
| MF               | 11 | Ryan Giggs        |     |     |
| MF               | 17 | Nani              |     |     |
| MF               | 18 | Paul Scholes      |     |     |
| FW               | 9  | Dimitar Berbatov  |     |     |
| FW               | 19 | Danny Welbeck     |     |     |
| Huấn luyện viên: |    |                   |     |     |
| Alex Ferguson    |    |                   |     |     |

| Cầu thủ xuất sắc nhất trận: Wayne Rooney (Manchester United) Trợ lý trọng tài: Abdukhamidullo Rasulov (Uzbekistan) Bahadyr Kochkorov (Kyrgyzstan) Fourth official: Yuichi Nishimura (Nhật Bản) | Quy định trận đấu - 90 phút. - 30 phút cho thời gian hiệp phụ nếu kết quả hòa. - Sút luân lưu 11m nếu hiệp phụ có tỷ số hòa. - Mười hai cầu thủ dự bị. - Thay cầu thủ tối đa là 3. |

### Thống kê
|                   | LDU Quito | Manchester United |
| ----------------- | --------- | ----------------- |
| Bàn thắng         | 0         | 0                 |
| Tổng cú sút       | 4         | 11                |
| Cú sút trúng đích | 0         | 5                 |
| Kiểm soát bóng    | 36%       | 64%               |
| Phạt góc          | 0         | 3                 |
| Phạm lỗi          | 14        | 10                |
| Việt vị           | 0         | 1                 |
| Thẻ vàng          | 3         | 0                 |
| Thẻ đỏ            | 0         | 0                 |

|                | LDU Quito | Manchester United |
| -------------- | --------- | ----------------- |
| Bàn thắng      | 0         | 1                 |
| Tổng cú sút    | 6         | 5                 |
| Sút trúng đích | 3         | 4                 |
| Kiểm soát bóng | 54%       | 46%               |
| Phạt góc       | 5         | 0                 |
| Phạm lỗi       | 12        | 7                 |
| Việt vị        | 3         | 0                 |
| Thẻ vàng       | 2         | 1                 |
| Thẻ đỏ         | 0         | 1                 |

|                   | LDU Quito | Manchester United |
| ----------------- | --------- | ----------------- |
| Bàn thắng         | 0         | 1                 |
| Tổng cú sút       | 10        | 16                |
| Cú sút trúng đích | 3         | 9                 |
| Kiểm soát bóng    | 45%       | 55%               |
| Phạt góc          | 5         | 3                 |
| Phạm lỗi          | 26        | 17                |
| Việt vị           | 3         | 1                 |
| Thẻ vàng          | 5         | 1                 |
| Thẻ đỏ            | 0         | 1                 |